# Robert Hartford-Davis
Robert Hartford-Davis (Ramsgate, Kent, Anglaterra, 23 de juliol de 1923 − Beverly Hills, Los Angeles, Califòrnia, Estats Units, 12 de juny de 1977) va ser un director de cinema i productor britànic. Moltes vegades surt als crèdits com Michael Burrowes o Robert Hartford. Especialitzat en pel·lícules de terror, va morir d'un atac de cor el juny de 1977.

## Filmografia
- 1956: I'm Not Bothered (sèrie de televisió)
- 1960: Police Surgeon (sèrie de televisió)
- 1962: Crosstrap
- 1963: The Yellow Teddybears
- 1964: The Black Torment
- 1964: Saturday Night Out
- 1965: Gonks Go Beat
- 1966: The Sandwich Man
- 1967: Corruption
- 1969: School for Unclaimed Girls
- 1971: Nobody Ordered Love
- 1971: Incense for the Damned
- 1972: The Fiend
- 1972: Black Gunn
- 1974: The Take
- 1977: Dog and Cat (sèrie TV)